# جائزة التشيك الكبرى للدراجات النارية 1996
جائزة التشيك الكبرى للدراجات النارية 1996 هو سباق دراجات نارية أقيم بتاريخ 18 أغسطس 1996 في حلبة برنو. كان الجولة الحادية عشر من أصل 15 في سباق الجائزة الكبرى للدراجات النارية موسم 1996. فاز أليكس كريفيل بسباق فئة 500 سي سي بينما جاء ميك دوهان في المركز الثاني وحصل على المركز الثالث سكوت راسل.

## وصلات خارجية
- الموقع الرسمي